# Boeddhisme in Nederland
In Nederland is het boeddhisme een minderheidsreligie. Een schatting uit 2004 gaf aan dat van de Nederlandse bevolking 170.000 mensen zich toen identificeerden als boeddhistisch, ongeveer 1% van de totale bevolking. Een recentere schatting uit 2014 gaf een aantal van circa 50.000 boeddhisten.

## Vroege geschiedenis
De vroegste glimpen van boeddhisme in de Lage Landen zijn te vinden in oude boeken. Er duiken ook verwijzingen naar het boeddhisme op in 1651, 1843 en 1878. Het eerste Nederlandstalige boek stamt uit 1879. Rond de eeuwwisseling kwamen er meer Nederlandstalige boeddhistische boeken uit, veelal vertalingen.

## Boeddhologische studie in Nederland
De wetenschappelijke studie van het boeddhisme begon met de aanstelling van Hendrik Kern als eerste hoogleraar aan de Universiteit Leiden voor de leerstoel Sanskriet. Hij schreef en publiceerde twee historische boeken. en een handboek over Boeddhisme. Kern portretteerde, net als Emile Senart, Gautama Boeddha als een legendarisch wezen of held die de zon symboliseert. Kern werd opgevolgd door Jacob Speyer (1849-1913), die verschillende Mahayana teksten en de Jataka vertellingen vertaalde als deel van de serie 'De heilige boeken van de Boeddhisten'. De daaropvolgende leerstoelhouder, Jean Phillippe Vogel (1871-1958), werd beroemd als archeoloog door te bewijzen dat de plaats Kasia in India vroeger Kushinagara geweest moet zijn, de plaats van de Parinirvana van de Boeddha. Hij deed ook onderzoek bij de Boroboedoer, het grote boeddhistische monument op het Indonesische Java.
Op 18 februari 2018 gaf Arjen Lubach in het VPRO televisieprogramma Zondag met Lubach zijn visie op Boeddhisme.

## Periode na de oorlog
Direct na de Tweede Wereldoorlog diende zich een krachtige steun aan voor het boeddhisme in de vorm van de volgelingen der Theosofie. De Nederlandse secretaris van de Theosofische Vereniging, mevrouw Spruitenburg, keerde terug uit India en begon met 'bijeenkomsten' in haar huis in Huizen. Die trokken tientallen belangstellenden vanuit het hele land. Eén daarvan was Ernst Verwaal, die oprichter werd van de 'Boeddhistische Vriendenkring Den Haag'; later werd deze omgedoopt tot 'Nederlandse Boeddhistische Vriendenkring'. Hij publiceerde een simpel kringblad. De kern van de kring was in Den Haag, waar in 1966 de vrouw van de Thaise ambassadeur, mevrouw Bhakdi, begon met elke zaterdag de kringleden te verwelkomen in de Thaise ambassade. Een latere voorzitter was Ronald Poelmeijer; er was ook een duidelijke invloed van Peter van der Beek. Peter was sinds 1953 lid van de 'Western Buddhist Order', die in Europa vertegenwoordigd werd door de Engelse boeddhist Jack Austin.

## Landelijke (koepel)organisaties
In 1967 veranderde de Nederlandse Boeddhistische Vriendenkring zijn naam in 'Nederlands Boeddhistisch Centrum', na een korte maar roerige tussenfase onder de naam 'Buddhist Society in the Netherlands'. Het was enigszins gemodelleerd naar de Engelse 'Buddhist Society'. De activiteiten richtten zich op het zijn van ontmoetingspunt voor boeddhisten van alle scholen en het organiseren van activiteiten die alle boeddhisten kunnen aanspreken. Vanaf 1968 tot aan nu geeft het Centrum een kwartaalblad uit. Van origine heette het "Saddharma", in een tussenfase jaren 90 was de titel "Kwartaalblad Boeddhisme" en begin 21e eeuw is het omgedoopt in "Vorm en Leegte", en in 2011 in "BoeddhaMagazine" uitgebracht samen met Uitgeverij Asoka.
In 1978, toen inmiddels al een aantal aan stromingen verbonden centra ontstaan waren, bleek er behoefte aan een splitsing. Het Centrum werd omgedoopt in 'Stichting Vrienden van het Boeddhisme' en bleef mikken op algemene oecumenische boeddhistische studie, mede aansprekend voor relatieve nieuwkomers. Ernaast werd opgericht de Boeddhistische Unie Nederland (BUN) die als koepel over alle centra moest fungeren, inclusief de SVB. Tonny Kurpershoek-Scherft werd de eerste BUN-voorzitster. De BUN werd ook het Nederlandse lid van de EBU (Europese Boeddhistische Unie). Begin 21e eeuw echter besloten bestuur en ledenvergadering van BUN het lidmaatschap van de EBU te stoppen vanwege een aantal redenen. De belangrijkste reden is dat de EBU zowel landelijke koepels onder haar leden kent als 'bewegingen die in meerdere Europese landen actief zijn' zoals FPMT en Triratna Boeddhistische Beweging; dit maakt de EBU in de ogen van de BUN een in te hoge mate stuurloos platform waarin de vertegenwoordigingslijn van Nederlandse centra verward loopt. Begin 2013 werd deze beslissing weer teruggedraaid, omdat de BUN vond dat de EBU inmiddels voldoende veranderd was.
Vanaf 1978 is de geschiedenis van het Nederlands boeddhisme primair het relaas van individuele boeddhistische scholen. Waarbij de BUN namens deze groeperingen handelt naar de overheid en aanverwante instellingen, bijvoorbeeld leidend tot de Boeddhistische Omroep Stichting (BOS) en de Boeddhistische Zendende Instantie voor welzijnswerk onder gevangenen; beide instanties worden als vertegenwoordiger van het boeddhisme gelijkwaardig behandeld aan de andere grote religies en het Humanisme. En waarbij de SVB nog steeds relevant is als oecumenische organisatie mede gericht op nieuwkomers, en als uitgever van het enige algemeen-boeddhistische kwartaalblad dat ook in boek- en tijdschriftenwinkels beschikbaar is.

## Zenboeddhisme
In 1968 richtten Leo Boer en Janwillem van de Wetering een zengroep op, en mede door twee boeken van de tweede kreeg Zen in Nederland meer bekendheid. De leiding van de groep werd overgenomen door Erik Bruijn, die nog steeds een bloeiende zengemeenschap heeft.
De grootste door zen geïnspireerde school in Nederland is die van de Stichting Zen.nl Nederland, een commerciële organisatie met 42 locale franchises opgericht door Rients Ritskes. Hij startte in 1989 in Utrecht, en verklaarde zichzelf tot zelfstandig zenleraar na misleidende claims over zijn formele status als zenleraar in de Japanse Rinzai-traditie.
Een  andere relatief grote organisatie is de Kanzeon Sangha, een internationale organisatie opgericht door Dennis Genpo Merzel in 1984, en sterk gevormd door het Japanse Zen met haar nadruk op de formele leraar-leerling relatie. Er zijn verschillende centra in Nederland. De twee bekendste zijn Kanzeon Sangha in Amsterdam, geleid door Nico Tydeman, en het soto-klooster Zen River in Uithuizen, Groningen, van Tenkei Coppens. De Kanzeon Sangha International is gelieerd aan The White Plum Lineage van Maezumi Roshi, een Soto-priester die ook een Rinzai koan-curriculum voltooide, en tevens gelieerd was aan de Sanbo Kyodan.
Een derde grote organisatie is de Orde van Interzijn van de Vietnamese Thich Nhat Hanh, die zo'n dertig sanghas telt in Nederland.
Maha Karuna Ch'an van Ton Lathouwers is een kleinere organisatie, geïnspireerd door het Chinese en Indonesische Chan, met een aantal gelieerde groepen in Nederland en België. Deze groep heeft dwarsverbanden met katholieke spiritualiteit en bezinningsgroepen, maar ook met andere zen-groepen in Nederland. André van der Braak, hoogleraar in boeddhisme aan de VU en leerling van zowel Ton Lathouwers als Nico Tydeman, ontving in 2013 dharma-overdracht van Ton Lathouwers. 
De Order of Buddhist Contemplatives (Sōtō-Zen) is in 1970 opgericht door monnik en zenmeester Jiyu-Kennett en is sinds 2000 in Nederland actief als Dharmatoevlucht Zen-Sangha. Met in Apeldoorn De Dharmatoevlucht o.l.v. monnik en zenmeester Baldwin Schreurs (bijgestaan door monnik Reizan Westhoff), in Langelille de Wolk en Water hermitage o.l.v. monnik en zenmeester Hakuun Barnhard en met meditatiegroepen in Utrecht en Groningen. Tevens zijn ze online actief. 
Verder is er het International Zen Institute Noorder Poort klooster/retraitecentrum in Wapserveen (Drenthe), geleid door zenmeesteres Jiun Hogen Roshi.
De etnisch-Chinese boeddhisten hebben een min of meer aparte beweging. Hun belangrijkste vertegenwoordiging, tevens teken van integratie in Nederland en 'Cultureel baken van Amsterdams Chinatown', is de He Hua tempel aan de Zeedijk. Deze wordt primair bemenst door nonnen verbonden aan de Buddha's Light International Association uit Taiwan. Het Longquan Great Compassion Monastery te Utrecht wordt op 9 december 2015 ingewijd. Dit is een zusterklooster van het Longquan Monastery in Beijing, oftewel de Temple of Great Compassion. De abt van dit klooster, Xuecheng, is tevens abt van het Guanghua klooster in Putian, het "moederklooster" van Ton Lathouwer's leraar Teh Ching.
Een parallel proces vond plaats bij de Vietnamezen, die sinds de jaren tachtig een niet onaanzienlijke groep immigranten vormt. Zij richtten de eigen 'Van Hanh Pagoda' tempel op onder de rook van Amsterdam, in Nederhorst den Berg. Er wonen permanent enkele Vietnamese Mahayana-monniken, maar vanwege de aard van het boeddhisme in Vietnam is er ook een zekere samenwerking met Theravada leraren. De tempel groeide zo hard dat hij sinds enkele jaren in Almere gevestigd is, maar het gebouw in Nederhorst den Berg is verkocht aan een groepering van Sri Lankaanse boeddhisten.

## Theravada-boeddhisme
In 1971 riep de Nederlandse handelaar Monshouwer een groepje mensen bijeen om te praten over het mogelijk oprichten van een Theravada tempel met steun van de Thaise ambassadeur Sompong Sucharitkul. In 1973 werd de tempel gestart, in Waalwijk. De eerste naam ervan was Wat Dhammasucaritanucharee; twee jaar later werd hij omgedoopt in de Boeddharama tempel, en daarnaast werd een ondersteunende stichting opgericht genaamd 'Jonge Boeddhisten Nederland'. Deze stichting had haar eigen nieuwsbrief. Een tijd later verhuisde de eerste abt, Mettavihari, naar Amsterdam en stichtte daar een aparte gemeenschap van vipassana meditatie beoefenaren gelieerd aan de Jonge Boeddhisten. De stichting die gekoppeld bleef aan de Waalwijk tempel werd omgedoopt in 'Nederlandse Boeddha Dhamma Stichting' en richt zich nu hoofdzakelijk op Thaise immigranten en hun familie; de Buddharama tempel wordt bemenst door regelmatig roulerende monniken uit Thailand.
Na het heengaan van Mettavihari blijft het Sangha Metta meditatiecentrum in de Centraal-Amsterdamse Pieterspoortsteeg voortbestaan, onder leiding van de gerenommeerde lerares en Mettavihari-leerlinge Jotika Hermsen. Verder zijn er nu twee landelijk actieve organisaties: de algemeen vipassana-gerichte Stichting Inzichts Meditatatie (SIM) en de op de Birmese traditie geschoeide stichting U Bha Khin. Er bestaan ook enkele wat meer regionaal opererende centra/organisaties, onder andere in de regio Groningen-Drenthe; en de hierboven genoemde Sri Lankaanse tempel in Nederhorst den Berg.

## Tibetaans boeddhisme
In 1977 stichtte Han de Wit, een geautoriseerd leerling van de kagyülama Chögyam Trungpa, een centrum in Amsterdam dat zich richt op lessen in Dharma en meditatie volgens de Tibetaans-boeddhistische traditie. Naast Amsterdam zijn er nu ook centra/groepen in Oegstgeest, Utrecht, Arnhem, Rotterdam, Bussum, Maastricht, Haarlem en Deventer. Andere karma kagyü centra van andere 'lineages' volgden; onder andere Naropa Instituut in Cadzand, de destijds spraakmakende stoepa Karma Deleg Chö Phel Ling in Hantum en het Diamantweg-boeddhisme van Ole Nydahl.
De Nyingma-traditie is eveneens door meerdere groepen vertegenwoordigd. Ze hebben een centrum aan de Amsterdamse Reguliersgracht met boekwinkel; centrum en groepen behoren tot de organisatie van Tarthang Tulku in Californië. De Gelugpa traditie (FPMT) is georganiseerd in het Maitreya Instituut en bezit een retraite-centrum in Loenen in de Veluwse bossen en een stadscentrum in Amsterdam. Het Maitreya Instituut is ontstaan vanuit het initiatief van Paula Koolkin in 1976. In augustus 1979 kwamen lama Thubten Yeshe en lama Zopa Rinpochee om les te geven. Per 2012 was lama Geshe Sonam Gyaltsen de inwonende hoofdleraar. Een andere op Gelugpa gebaseerde school, de Nieuwe Kadampa Traditie (NKT) van Geshe Kelsang Gyatso, is ook in opkomst en bezit een retraitecentrum annex hotel in het Limburgse Schin op Geul. Een andere, kleinere, Gelugpa beweging is het Jewel Heart centrum, geleid door Gelek Rinpochee. De Sakya traditie, als laatste besprokene van de vier grote scholen, startte vanaf 1976 toen Geshe Lama Sherab Gyaltsen Amipa het 'Sakya Thegchen Ling' centrum in Den Haag oprichtte.
Naast de centra van deze grote scholen zijn er ook vertegenwoordigingen van meer oecumenisch ingestelde groepen of afsplitsingen van een school, zoals Rigpa van Sogyal Rinpoche en de Dzogchen gemeenschap van Namkhai Norbu. De True Buddha School heeft de Jen Yim Tang tempel in Amsterdam en de Jen Hui Tang-tempel in Rotterdam.

## Andere groepen
De Triratna Boeddhistische Beweging, voorheen bekend als Vrienden van de Westerse Boeddhistische Orde, is verbonden met de grote beweging van Sangharakshita in het Verenigd Koninkrijk. De groepering groeit gestaag: men heeft centra in Amsterdam en Arnhem en een retraitecentrum in Hengstdijk in Zeeuws-Vlaanderen, een gezamenlijk projekt met Triratna-België. Het centrum in Den Haag, Boeddhistisch Centrum Haaglanden, volgt globaal dezelfde westers-boeddhistische traditie maar maakte zich in 2007 los van de beweging.
De Arya Maitreya Mandala, een groep volgelingen van Lama Anagarika Govinda. De Nederlandse groep heeft zichzelf afgesplitst van de grotere Duitse beweging na de dood van Lama Govinda, maar is na de dood van diens opvolger weer verenigd met de Orde onder leiding van Asanga, Mandalacarya van de Arya Maitreya Mandala.

## Huidige situatie
In 1971 telde Nederland 900 boeddhisten. Sindsdien is het aantal boeddhisten aanzienlijk gegroeid, waarschijnlijk in samenhang met de opkomst van 'alternatieve' denkwijzen in de maatschappij en de terugval van het christendom. De toegenomen interesse in het boeddhisme blijkt duidelijk uit de groei in het aantal boeddhistische centra. In 1990 waren er 42 groepen, in 2010 waren er tussen de 80 en 100 inclusief studiegroepen verbonden met een landelijk centrum. Ook de BOS en de BZI geven een duidelijk maatschappelijk gezicht aan het boeddhisme in respectievelijk de omroep en in het gevangeniswerk. Een verouderde schatting, uit 2004, gaf destijds dat er 170.000 boeddhisten in Nederland zouden zijn - ongeveer 1% van de bevolking. Dit aantal is bekritiseerd; verschillende journalisten en onderzoekers komen in (recente) onderzoeken niet verder dan een aantal tussen de 36.000 en de 50.000. De vraag is wat geldt als criterium voor "boeddhistisch". Anders dan bij de christelijke kerken zijn er geen doopleden of een doopregister, noch een registratie van "belijdende" leden.